# UWC México 23
UWC México 23: Supremacy fue un evento de artes marciales mixtas producido por Ultimate Warrior Challenge México, que se llevó a cabo el 4 de septiembre de 2020 en el Entram Gym de Tijuana, Baja California, México.